# Ammongelit
Ammongelit war der Handelsname eines wasserbeständigen gelatinösen Sprengstoffs mit niedriger Brisanz. Er bestand aus Ammoniumnitrat und maximal 4 % Nitroglycerin sowie Nitrocellulose und anderen Beimengungen zum Einstellen der gelatinösen Konsistenz. Es gibt auch andere Sorten dieses vergleichsweise handhabungssicheren Sprengstoffes, die aus Ammoniumnitrat und Nitroglycol bestehen. Eingesetzt wurde er zur Gesteinssprengung z. B. in Steinbrüchen oder bei Abrisssprengungen von Gebäuden und Bauwerken. Die gute Wasserbeständigkeit dieses Sprengstoffes ermöglichte dessen Einsatz auch bei nassen Bohrlöchern.
Die Zündung dieses Sprengstoffes war nur mit Sprengzünder möglich. Ammongelit zündete beispielsweise nicht, wenn es in ein normales offenes Feuer geworfen wurde. Nachteilig bei diesem Sprengstoff war die eingeschränkte Lagerfähigkeit. Die gleichmäßige Verteilung der marzipanähnlichen Masse konnte durch längere Lagerung nachlassen, die flüssigen Bestandteile konnten ausschwitzen. Eine sichere Zündung und die erwartete Sprengwirkung war dann nicht mehr garantiert.
Hersteller war u. a. die Firma Dynamit Nobel.